# Syagrus amara

Syagrus amara

Syagrus amara är en enhjärtbladig växtart som först beskrevs av Nikolaus Joseph von Jacquin, och fick sitt nu gällande namn av Carl Friedrich Philipp von Martius. Syagrus amara ingår i släktet Syagrus och familjen Arecaceae. Inga underarter finns listade i Catalogue of Life.